# Cleistocactus parapetiensis
Cleistocactus parapetiensis ist eine Pflanzenart in der Gattung Cleistocactus aus der Familie der Kakteengewächse (Cactaceae). Das Artepitheton parapetiensis verweist auf das Vorkommen der Art im Tal des Río Parapetí.

## Beschreibung
Cleistocactus parapetiensis wächst mit säulenförmigen, nicht verzweigten, zur Spitze hin verjüngten, grünen Trieben und erreicht bei Durchmessern von bis 4 Zentimetern Wuchshöhen von 60 bis 70 Zentimetern. Es sind 19 niedrige, quer gefurchte Rippen vorhanden. Die auffallenden Areolen stehen eng beieinander. Die etwa 20 ungleichen, nadeligen Dornen sind weißlich bis braun und 3 bis 10 Millimeter lang. Einige von ihnen sind haarartig. Die Dornen lassen sich nur schwierig in Mittel- und Randdornen unterscheiden.
Die röhrenförmigen, sich kaum öffnenden Blüten stehen waagerecht ab und sind über dem Perikarpell leicht gebogen. Sie sind 3 bis 3,5 Zentimeter lang und erreichen Durchmesser von 6 bis 7 Millimetern. Die erdbeerrote Blütenröhre ist mit einigen wenigen grünen Schuppen und wenigen weißen Haaren besetzt. Die Blütenhüllblätter sind grünlich gelb. Die kugelförmigen Früchte sind mehr oder weniger purpurbraun und weisen Durchmesser von bis zu 1 Zentimeter auf.

## Verbreitung, Systematik und Gefährdung
Cleistocactus parapetiensis ist in den bolivianischen Departamentos Chuquisaca, Santa Cruz und Tarija in Trockenwäldern in Höhenlagen um 900 Metern verbreitet.
Die Erstbeschreibung erfolgte 1952 durch Martín Cárdenas.
In der Roten Liste gefährdeter Arten der IUCN wird die Art als „Data Deficient (DD)“, d. h. mit keinen ausreichenden Daten geführt.

## Nachweise